# Todd Phillips
Todd Phillips, nato Todd Philip Bunzl (New York, 20 dicembre 1970), è un regista, sceneggiatore e produttore cinematografico statunitense.
Regista principalmente di commedie, come la trilogia di Una notte da leoni, ha vinto il Leone d'oro a Venezia col film Joker (2019), per il quale è stato anche candidato ai premi Oscar come miglior regista, per il miglior film e per la miglior sceneggiatura non originale.

## Biografia
Nato a Brooklyn da una famiglia di origine ebraica, Phillips viene cresciuto dalla madre a Huntington, a Long Island. Iscrittosi alla Tisch School of the Arts dell'Università di New York, abbandona gli studi per dedicarsi al suo primo lungometraggio; esordisce infatti all'età di ventidue anni con Hated: GG Allin and the Murder Junkies (1993), documentario sul controverso cantante punk rock GG Allin. Ad esso fa seguire nel 1998 un altro documentario, Frat House, sul lato oscuro del fenomeno dei riti d'iniziazione nelle confraternite studentesche statunitensi, premiato al Sundance Film Festival.
Grazie all'incontro col produttore Ivan Reitman, nel 2000 scrive e dirige il suo primo film di finzione, la commedia Road Trip, che incassa 119 milioni di dollari in tutto il mondo. Forte del successo di Road Trip, scrive e dirige le commedie Old School (2003) e Starsky & Hutch (2004), quest'ultimo un ulteriore successo commerciale con oltre 170 milioni d'incasso in tutto il mondo. La collaborazione con attori come Will Ferrell e Vince Vaughn, oltre allo stile di comicità adoperato nei suoi film, spingono la critica a identificarlo come uno dei principali registi del cosiddetto Frat Pack.
Nel 2006 Phillips firma, assieme a Sacha Baron Cohen, Peter Baynham e Anthony Hines, il soggetto del falso documentario comico Borat - Studio culturale sull'America a beneficio della gloriosa nazione del Kazakistan, che gli vale una candidatura ai Premi Oscar nella categoria per la miglior sceneggiatura non originale. Lo stesso anno, il suo remake della classica commedia all'inglese La scuola dei dritti è invece un flop al botteghino.
Nel 2009 dirige la commedia Una notte da leoni, di cui riscrive anche la sceneggiatura senza venire accreditato. Il film si dimostra un grande successo commerciale a livello internazionale, risultando il 10º incasso più alto dell'anno con 467 milioni di dollari e dando vita a una saga. Dopo aver diretto un'altra commedia di successo come Parto col folle, nel 2011 Phillips scrive e dirige infatti Una notte da leoni 2, che riesce a superare i numeri del suo predecessore, risultando l'8º maggior incasso dell'anno con 586 milioni di dollari in totale. Nel 2013 è la volta di Una notte da leoni 3, che incassa 362 milioni in tutto il mondo.

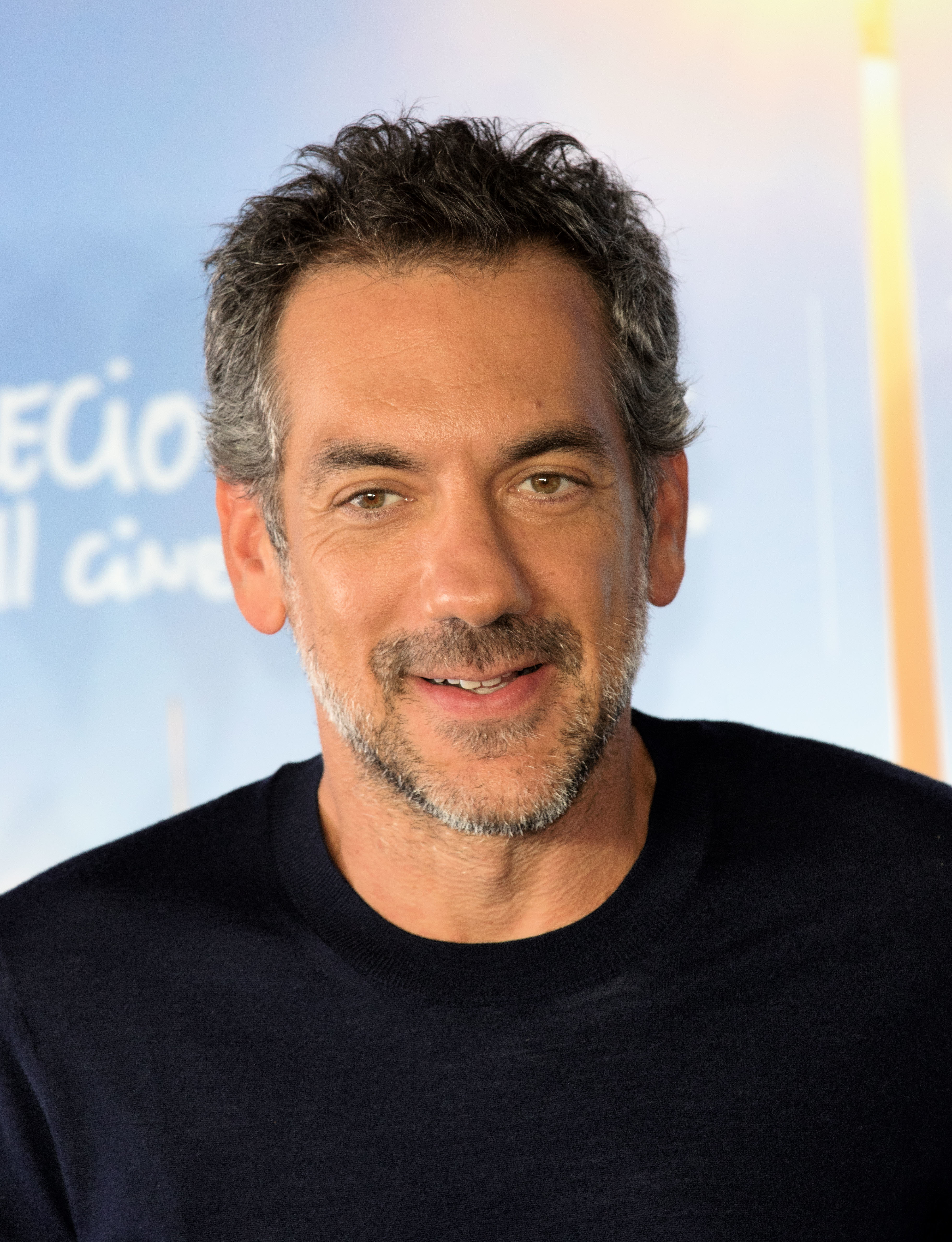
Todd Phillips nel 2016

Nel 2016 dirige la commedia nera tratta da una storia vera Trafficanti, portando avanti il processo iniziato con Una notte da leoni di fondere atmosfere noir e da film poliziesco a commedie pure. Nel 2019 si distacca quindi interamente dal genere comico con Joker, rivisitazione delle origini dell'omonimo personaggio dei fumetti DC Comics, con cui vince il Leone d'oro alla 76ª Mostra del cinema di Venezia. Nonostante sia l'oggetto di diverse controversie mediatiche prima e dopo la propria uscita, il film si rivela il miglior incasso della sua carriera, il 7º più alto dell'anno con oltre un miliardo di dollari a livello globale, nonché il migliore di sempre per un film V.M.17 negli Stati Uniti. Phillips riceve tre candidature agli Oscar, per il miglior film, la miglior regìa e, nuovamente, la miglior sceneggiatura non originale. Il sequel Joker: Folie à Deux, sempre di Phillips, ottiene invece nel 2024 giudizi contrastanti di pubblico e critica, incassando anche molto meno rispetto al suo predecessore.

## Filmografia

### Regista
- Hated: GG Allin and the Murder Junkies – documentario (1993)
- Frat House – documentario (1998)
- Bittersweet Motel – documentario (2000)
- Road Trip (2000)
- Old School (2003)
- Starsky & Hutch (2004)
- Scuola per canaglie (School for Scoundrels) (2006)
- Una notte da leoni (The Hangover) (2009)
- Parto col folle (Due Date) (2010)
- Una notte da leoni 2 (The Hangover Part II) (2011)
- Una notte da leoni 3 (The Hangover Part III) (2013)
- Trafficanti (War Dogs) (2016)
- Joker (2019)
- Joker: Folie à Deux (2024)

### Sceneggiatore
- Hated: GG Allin and the Murder Junkies – documentario (1993)
- Road Trip (2000)
- Old School (2003)
- Starsky & Hutch (2004)
- Borat - Studio culturale sull'America a beneficio della gloriosa nazione del Kazakistan (Borat: Cultural Learnings of America for Make Benefit Glorious Nation of Kazakhstan), regia di Larry Charles (2006) - soggetto
- Scuola per canaglie (School for Scoundrels) (2006)
- Una notte da leoni (The Hangover) (2009) - non accreditato
- Parto col folle (Due Date) (2010)
- Una notte da leoni 2 (The Hangover Part II) (2011)
- Una notte da leoni 3 (The Hangover Part III) (2013)
- Trafficanti (War Dogs) (2016)
- Joker (2019)
- Joker: Folie à Deux (2024)

### Produttore

#### Cinema
- Hated: GG Allin and the Murder Junkies – documentario (1993)
- Screwed, regia di Alexander Crawford – documentario (1996)
- Frat House – documentario (1998)
- Bittersweet Motel – documentario (2000)
- Old School (2003)
- Tutti gli uomini del re (All the King's Men), regia di Steven Zaillian (2006) - produttore esecutivo
- Scuola per canaglie (School for Scoundrels) (2006)
- Una notte da leoni (The Hangover) (2009)
- Parto col folle (Due Date) (2010)
- Una notte da leoni 2 (The Hangover Part II) (2011)
- Project X - Una festa che spacca (Project X), regia di Nima Nourizadeh (2012)
- Una notte da leoni 3 (The Hangover Part III) (2013)
- Trafficanti (War Dogs) (2016)
- A Star Is Born, regia di Bradley Cooper (2018)
- Joker (2019)
- Joker: Folie à Deux (2024)

#### Televisione
- Limitless – serie TV, 19 episodi (2015-2016) - produttore esecutivo

## Riconoscimenti
- Premio Oscar

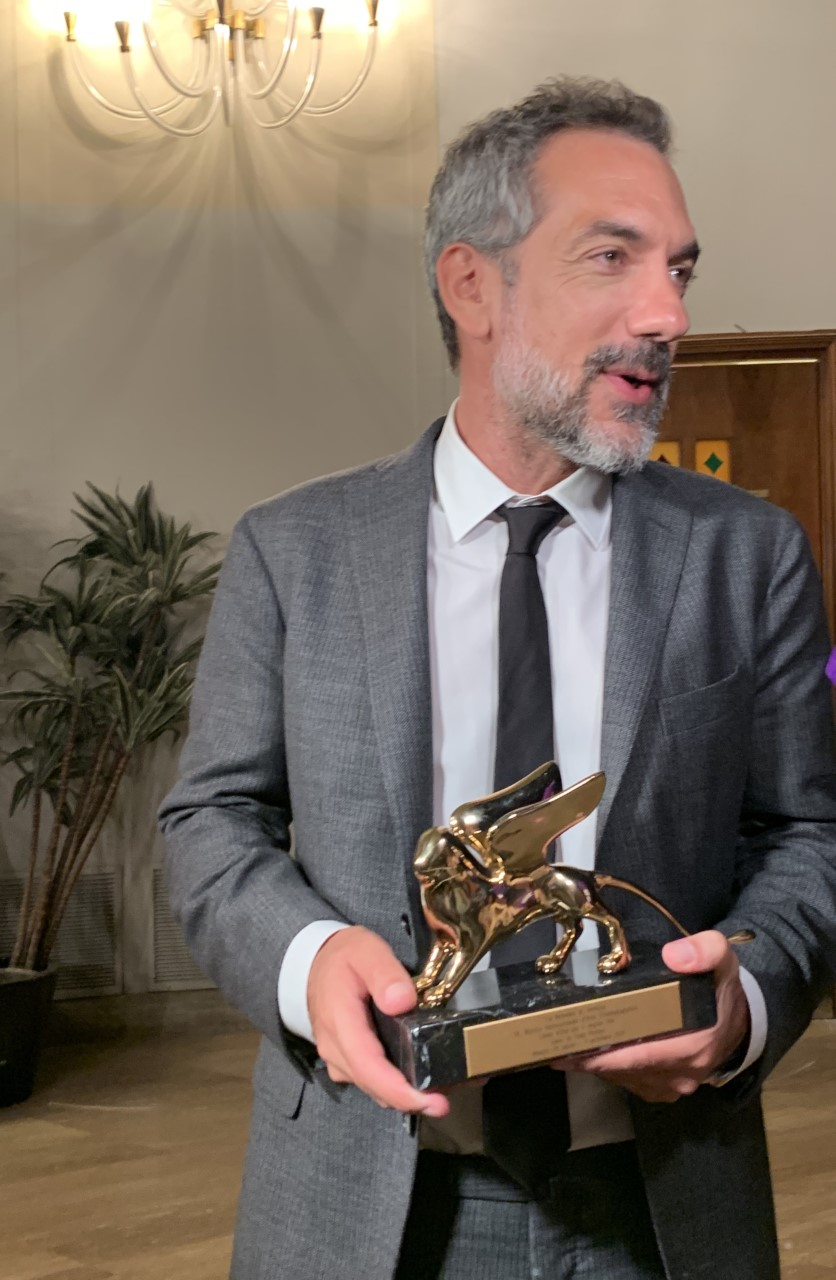
Todd Phillips con in mano il Leone d'oro vinto per il film Joker (2019)

  - 2007 – Candidatura alla miglior sceneggiatura non originale per Borat - Studio culturale sull'America a beneficio della gloriosa nazione del Kazakistan
  - 2020 – Candidatura al miglior film per Joker
  - 2020 – Candidatura al miglior regista per Joker
  - 2020 – Candidatura alla migliore sceneggiatura non originale per Joker
- Golden Globe
  - 2010 – Miglior film commedia o musicale per Una notte da leoni
  - 2020 – Candidatura al miglior film drammatico per Joker
  - 2020 – Candidatura al miglior regista di un film per Joker
- British Academy Film Awards
  - 2020 – Candidatura al miglior film per Joker
  - 2020 – Candidatura al miglior regista per Joker
  - 2020 – Candidatura alla migliore sceneggiatura non originale per Joker
- Critics' Choice Awards
  - 2020 – Candidatura al miglior film per Joker
  - 2020 – Candidatura alla migliore sceneggiatura non originale per Joker
- Mostra internazionale d'arte cinematografica di Venezia
  - 2019 – Leone d'oro al miglior film per Joker
  - 2024 – In concorso per il Leone d'oro con Joker: Folie à Deux